# Лоу Мур (Вирџинија)
Лоу Мур (енгл. Low Moor) насељено је место без административног статуса у америчкој савезној држави Вирџинија.

## Демографија
По попису из 2010. године број становника је 258, што је 109 (-29,7%) становника мање него 2000. године.
| Група             | 2000.       | 2010.       |
| Белци             | 351 (95,6%) | 229 (88,8%) |
| Афроамериканци    | 14 (3,8%)   | 17 (6,6%)   |
| Азијати           | 0 (0,0%)    | 0 (0,0%)    |
| Хиспаноамериканци | 0 (0,0%)    | 6 (2,3%)    |
| Укупно            | 367         | 258         |